# 农群华
农群华（1966年3月16日—），广西南宁人，壮族，中国前女子羽毛球运动员。现任中国国家体育总局翻译。

## 簡歷
农群华1983年进入中国国家羽毛球队。1987年，21歲的她才刚由单打转双打，便首次參加世界羽毛球锦标赛的混雙項目（夥拍：蒋国良），成績未如理想；兩年後，二人再次合作出戰雅加达世锦赛，最後因蒋国良受傷而在16強出局。
1991年，农群华第三次參加世锦赛，由於其時蒋国良已經退役，她改拍关渭贞出戰女雙。二人合作成功获得世锦赛女双冠军；次年，又贏得巴塞罗那奥运会女双银牌。1993年，27歲的农群华和周雷合作，再次获得世锦赛女双金牌，此后退役。
农群华是1990年和1992年中国队两次获得尤伯杯冠军的主力成员。